# Irving Penn
Irving Penn (Plainfield, 16 giugno 1917 – New York, 7 ottobre 2009) è stato un fotografo statunitense.
Era il fratello maggiore del famoso regista Arthur Penn (1922-2010).

## Biografia
Penn cresce a Plainfield, in New Jersey, la sua famiglia ha origini ebree e russe, e suo fratello minore è il celebre regista Arthur Penn. Dopo le scuole pubbliche, compiuti i diciotto anni, si iscrisse al corso di disegno, pittura, grafica e arti industriali presso il Philadelphia Museum School of Industrial Art, della durata di quattro anni tenuto da Alexey Brodovitch, capo redattore di "Harper's Bazar Magazine".
Nel 1938 riuscì a lavorare come art director allo Junior League Magazine. A venticinque anni lasciò il lavoro e partì per il Messico dove iniziò a dipingere con l'obiettivo di diventare un pittore. Qui Penn viaggia molto e si innamora dei paesaggi del Sud America, è proprio in questo frangente che si avvicina alla fotografia. Dopo un anno, deluso dalla sua arte, si convinse che non sarebbe mai diventato un grande artista e brucia tutti i suoi dipinti per poi tornare a New York. 
Nel 1943 divenne assistente di Alexander Liberman, art director della rivista Vogue, ed era determinato a rilanciare e rimodernare l'estetica della rivista. Inizialmente Penn doveva preparare i layout delle copertine per i fotografi, ma Liberman vede i suoi scatti messicani e ne rimane impressionato. Lo lancia come fotografo e inizia ad affidargli servizi di moda in giro per il mondo. Nel 1948 realizzò alcuni servizi per la rivista in Perù, mentre le diverse campagne fotografiche legate al mondo della moda realizzate nel corso degli anni cinquanta gli conferirono la prima fama internazionale.
Nel 1967 creò un piccolo studio fotografico da viaggio, con il quale era in grado di fotografare sullo stesso scenario in ogni parte del mondo e in ogni condizione: nacque così la famosa serie dei Worlds in a small room (mondi in una piccola stanza), nella quale si alternavano ritratti di personaggi celebri e fotografie di gruppo dove l'etnografia si mescolava alla moda.
Mentre proseguiva la sua attività di fotografo di moda, nel 1977 il Metropolitan Museum di New York presentò il ciclo Street Material (materiale di strada), nel quale Penn fotografava i resti abbandonati dell'esistenza quotidiana, conferendo loro un nuovo valore estetico.
Nel 1980 vennero esposti per la prima volta i nudi realizzati nel 1950, mentre nel 1986 vide la luce una nuova serie di nature morte, questa volta dedicate ai crani animali. Divenuto ormai uno dei fotografi più rinomati del mondo, si susseguono le mostre e le pubblicazione a lui dedicate. In particolare, si ricordano le retrospettive al MOMA di New York nel 1984, quella alla National Portrait Gallery di Washington nel 1990 e quella prodotta dal Moderna Museet di Stoccolma nel 1995, in occasione di una grande donazione del fotografo al museo svedese.
È deceduto nel 2009 a 92 anni nella sua casa di Manhattan.

## Lo stile
Irving Penn si distinse per il suo stile classico che rompeva con l'impostazione sperimentale delle avanguardie e presentava la figura da ritrarre in forte contrasto con lo sfondo.
Alcune sue immagini sono riconoscibili: spesso si trattava di ritratti eseguiti disponendo il soggetto da riprendere davanti a due fondali disposti ad angolo. Nel suo lavoro Penn è riuscito a sperimentare diversi stili, dal ritratto alle nature morte still life. Penn è innovatore in ogni settore, ad esempio nello still life cerca di riprodurre il dinamismo grazie all'utilizzo di luci stroboscopiche.

## Riconoscimenti
- 1985 - Hasselblad Award [2]

## Opere
Objects for the printed page, Essen, Museum Folkwang, 2001.